# 西光寺 (調布市)
西光寺（さいこうじ）とは東京都調布市上石原にある天台宗の寺院である。山名は長谷山聖天院。本尊は阿弥陀如来三尊。三十三応現身像（寺は「観音三十三身像」と表記）が有名である。

## 西光寺の阿修羅身像について
西光寺の阿修羅身像は本来弓と矢を持つ二臂が空をささえる表現を取っている。この阿修羅身像は日月を持っているため四臂が空に向かって掌を広げている（残りの二臂は合掌している）。すぐれた表現美のため調布市ホームページではスケッチ画ながらも三十三応現身像の代表として載せている。なお、西光寺の三十三応現身像は「江戸の彫刻の中でも最高級の彫技がみられる」という。旗本の長谷川氏が「天下御泰平国土御安全」のために、元禄11年（1698年）に寄進したという。

## 近藤勇座像について

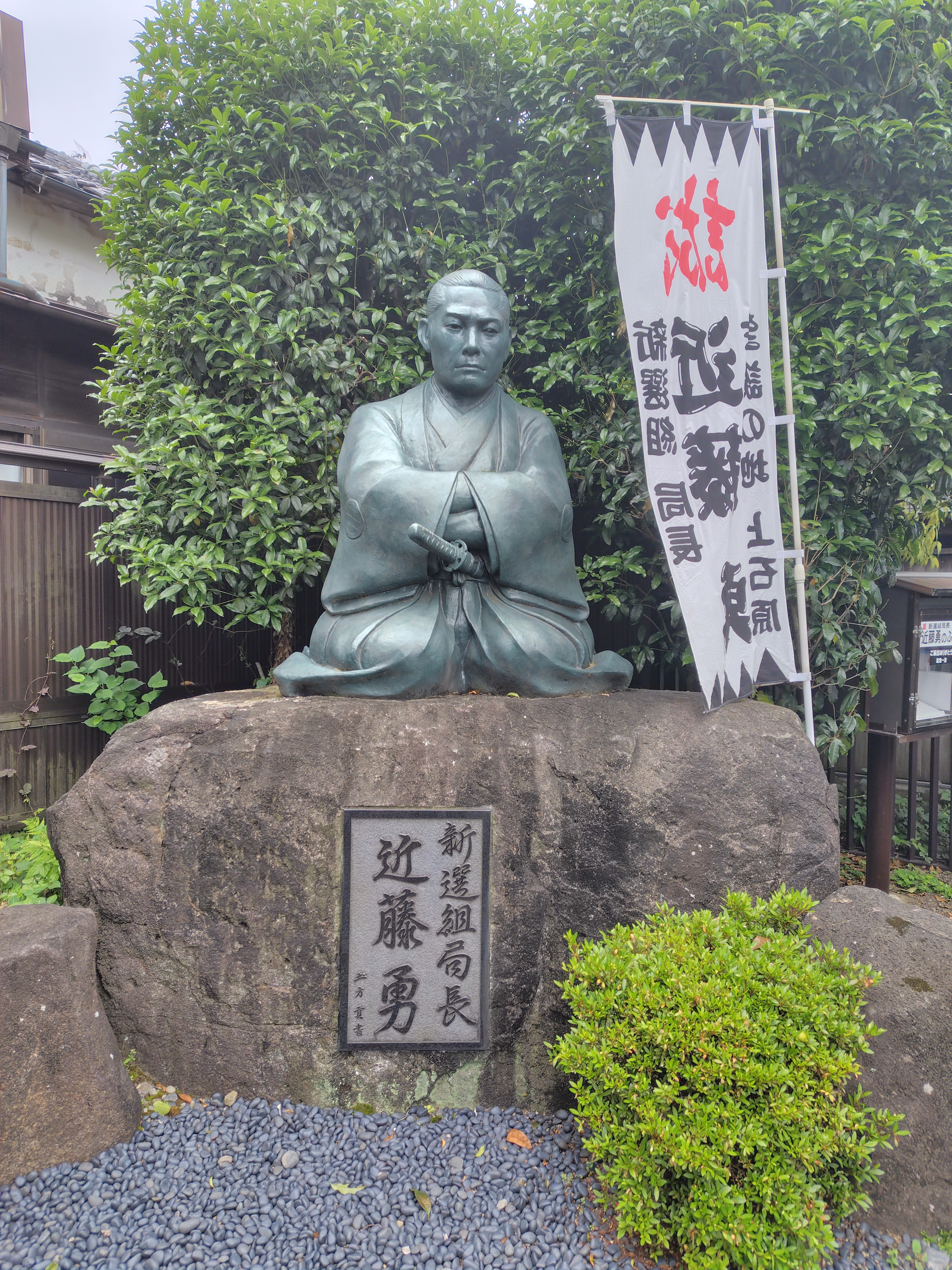
近藤勇座像

新選組局長近藤勇は武蔵国多摩郡上石原村辻（現調布市野水）で生まれました。甲陽鎮撫隊を編成し、甲府に出陣途中、西光寺の向かいの民家で歓待を受け、しばし休息しました。近藤勇座像は2001年（平成13年）、没後130年を記念して「近藤勇と新選組の会」が中心となり、門前に建立されました。座像の原型は調布市郷土博物館で展示されています。
毎年、10月には「近藤勇生誕地まつり」が行われます。

## 文化財

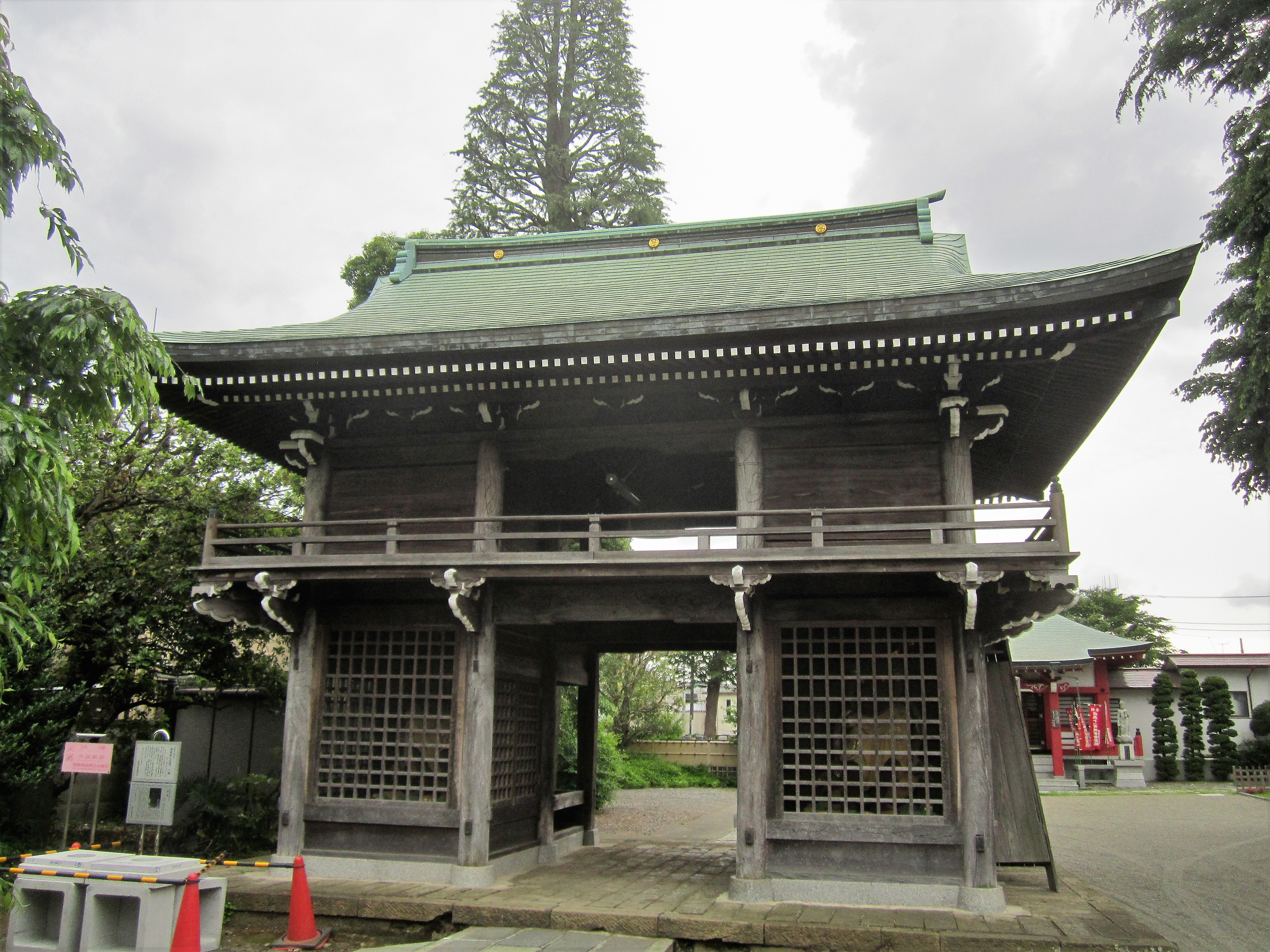
仁王門

- 観音三十三身像（市指定文化財）[3]
- 木造大日如来坐像（市指定文化財）[6]
- 鐘楼仁王門（市指定文化財）[6]

## 刊行物
- 長谷瑞英『蓮花の水に在るが如し：法華経説話 再発行』2009年[7]

## 交通アクセス
- 京王線西調布駅北口から徒歩4分